# Tepuílövletare
Tepuílövletare (Syndactyla roraimae) är en fågel i familjen ugnfåglar inom ordningen tättingar.

## Utseende och läte
Tepuílövletaren är en liten rostbrun fågel. Viktigaste kännetecknet är slående vit strupe som kontrasterar starkt med otecknat brun undersida. Noterbart är även roströd stjärt och ett tunt vitt streck som går bakåt från ögat. Jämfört med ytligt lika roraimamjukstjärten är den tydligt större och mer enfärgad. Lätena är distinkt tonlösa och torra, hårda och ibland dubblerade. Sången består av en accelererande torr och skallrande serie.

## Utbredning och systematik
Tepuílövletare förekommer i tepuis i södra Venenzuela, nordligaste Brasilien och västra Guyana. Den delas upp i fyra underarter med följande utbredning:
- Syndactyla roraimae paraquensis – Cerro Sipapo (Cerro Paraque) i nordvästra Amazonas, södra Venezuela
- Syndactyla roraimae duidae – Cerros Parú, Yavi, Gimé, Duida och de la Neblina, i Amazonas, södra Venezuela
- Syndactyla roraimae urutani – Cirres Jaua och Urutaní i södra Bolívar, södra Venezuela
- Syndactyla roraimae roraimae – Gran Sabana-området (inklusive berget Roraima) i södra Venezuela samt nordligaste Brasilien (Roraima) och västra Guyana

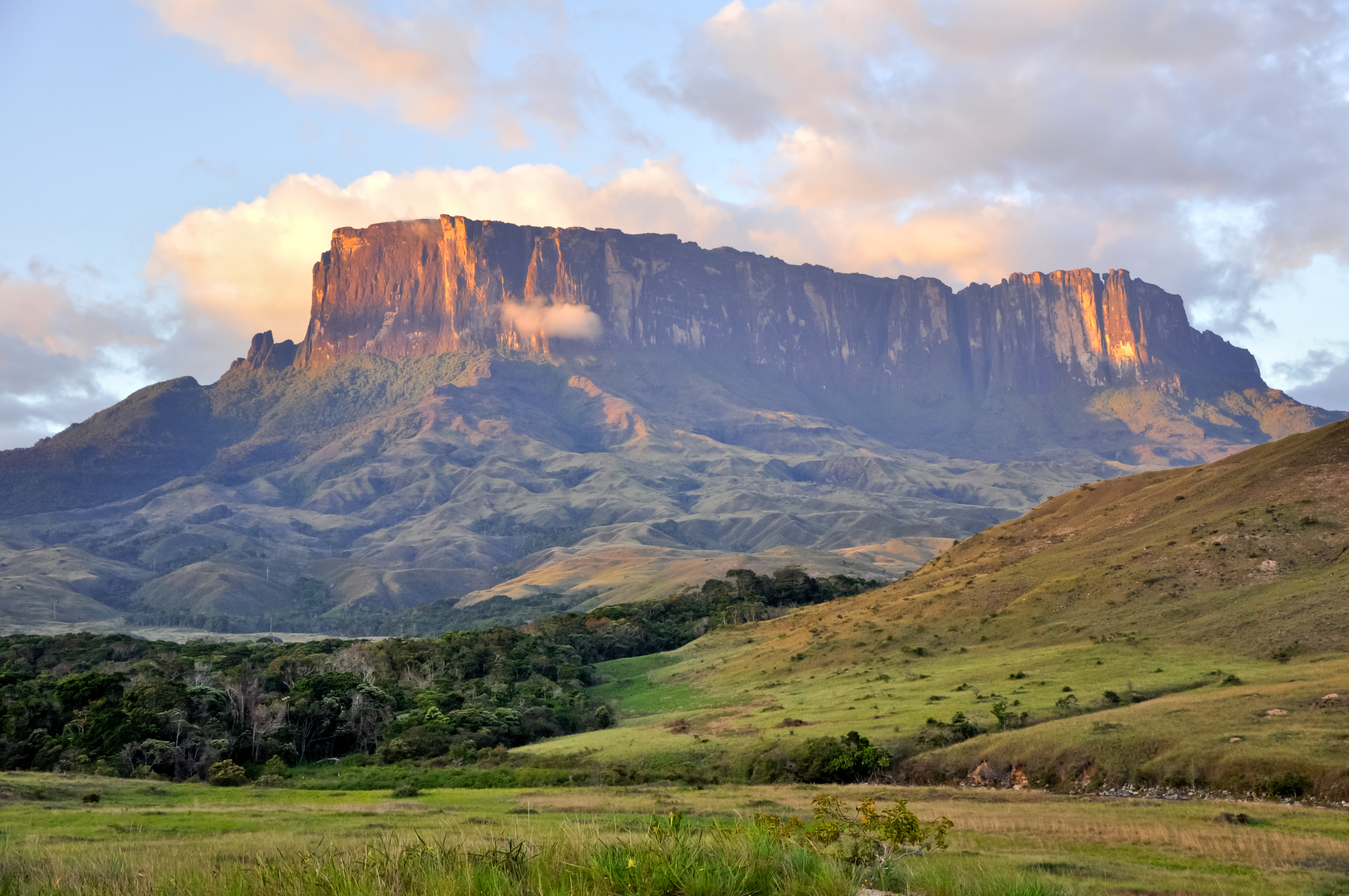
Fågeln förekommer endast på platåberg som kallas tepuier, här Roraima.

## Levnadssätt
Tepuílövletaren hittas i fuktiga bergsskogar på över 1000 meters höjd. Där är den inte särskilt vanlig och påträffas vanligen som en del av kringvandrande artblandade flockar. Fågeln kryper över mossiga grenar, gräver in i epifyter och undersöker ansamlingar av torra löv på jakt efter insekter.

## Status
Arten har ett stort utbredningsområde och beståndet anses vara stabilt. Internationella naturvårdsunionen IUCN listar den därför som livskraftig (LC).